# Dick Kruijthoff
Dick Kruijthoff is een Nederlandse huisarts en wetenschapper die vooral bekend werd rondom zijn onderzoek rondom mogelijke gebedsgenezing. 

## Achtergrond
In 2009 en 2010 verschenen er twee artikelen in de Trouw over Kruijthoff, waarin hij zich een gelovig christen noemde, die in het verleden weleens zijdelings met gebedsgenezing te maken heeft gehad. Hij stelde daarin dat hij geloofde dat Janneke Vlot, die een gebedsbijeenkomst bezocht had en een van zijn patiënten was, door God van posttraumatische dystrofie genezen was. Hij zei daarbij wel dat niemand dat kan bewijzen.
Het Algemeen Dagblad schreef in 2007 dat een woordvoerder van het Erasmus Medisch Centrum bevestigde dat er "geen medische verklaring" voor de genezing van Janneke Vlot was en dat de artsen van het Erasmus Medisch Centrum het "een medisch wonder" noemden, en kondigde een nieuwe genezingsdienst aan waarop de voormalig patiënte zou spreken. De predikant van de Levend Woord Gemeente in Gorinchem hoopte op meer genezingen tijdens deze dienst. Deze dienst werd zo druk bezocht dat er zelfs een file door ontstond.
Mei 2007 verklaarde Frank Huygen, hoofd van het Pijnbehandelcentrum Erasmus Medisch Centrum en behandelend geneesheer van Janneke Vlot, in de Volkskrant dat bij deze specifieke ziekte spontane genezingen regelmatig voorkomen.
In 2010 liet de huisarts Dick Kruijthoff in dagblad Trouw optekenen dat hij, na een oproep daartoe, ervaringsverhalen toegezonden had gekregen en dat uit een aantal ervan bleek dat gebedsgenezer Jan Zijlstra verwachtingen wekte die niet uitkomen, wat volgens hem ertoe kan leiden dat mensen beschadigd raken. Ook meldde Kruijthoff dat hij het genezingsverhaal van een afgescheurde schouderpees van een patiënt van een andere huisarts die een gebedsgenezingsbijeenkomst had bezocht, niet kon verklaren. De patiënt zelf schreef het gebeurde aan Jezus toe. In een reactie noemde Joke van Saane, godsdienstpsycholoog aan de Vrije Universiteit in Amsterdam, de claim dat de genezing van een afgescheurde schouderpees met een gebedsgenezingsbijeenkomst te maken zou hebben opmerkelijk, omdat de meeste gebedsgenezingsverhalen over vage, somatisch onvoldoende verklaarde lichamelijke klachten gaan.
Kruijthoff pleit o.a. voor een protestantse tegenhanger van de rooms-katholieke kerkelijke medische commissie die bepaalt of een genezingsverhaal in een kerkelijke bediening als wonder gezien wordt.

## Studie en publicatie
Begin 2023 promoveerde Kruijthoff aan een Vrije Universiteit op het proefschrift Healing after Prayer: An Interdisciplinary Case Study. Hij kreeg na een oproep 83 meldingen van een genezingservaring. Samen met een medisch beoordelingsteam onderzocht hij 27 afzonderlijke gevallen, met 14 deelnemers via een diepte-interview. Daarvan kregen er uiteindelijk 11 het oordeel 'medisch opmerkelijk herstel'. De patiënten die herstelden na gebed hadden bijvoorbeeld langdurig gehoorverlies, Parkinson, MS of de ziekte van Crohn. Medische behandeling hielp daarvoor weinig tot niets, bleek uit hun dossiers. Daarnaast zagen de onderzoekers in de hele groep van 83 aanmeldingen een opvallend patroon van plots herstel van klachten, met vaak ervaringen die hun levenshouding positief veranderden.